# Sigmodon ochrognathus
Sigmodon ochrognathus és una espècie de mamífer rosegador de la família dels cricètids. Viu al sud dels Estats Units i el nord de Mèxic. S'alimenta de les parts verdes de les plantes, incloent-hi l'herba, així com de figues de moro. Els seus hàbitats naturals són els vessants herbosos dels boscos de pins i roures i els prats montans. Està amenaçat per la destrucció del seu medi.